# Memorias de un espantapájaros
Memorias de un espantapájaros es el sexto álbum de estudio del grupo español de rock M Clan. Es ya el octavo álbum de su carrera, aunque ocupa el sexto lugar entre los álbumes de estudio del grupo. 
Se han publicado tres singles de Memorias de un espantapájaros: "Roto por dentro", "Inmigrante" y "Las calles están ardiendo". 
Este álbum, producido y mezclado por Carlos Raya y masterizado por Ted Jensen en Sterling Sound (NY), fue grabado en los estudios Brazil, en Rivas-Vaciamadrid. La grabación fue llevada a cabo por Carlos Raya, Javier Ortiz y Félix Vallugera.
M Clan decidió cambiar al anterior productor, Alejo Stivel, quien tiene una gran visión comercial, para encontrar un sonido más propio y alejarse de la presión que suponen las ventas de discos. Por tanto, este álbum se supone como una evolución del grupo hacia su madurez. En este disco, y en especial en la canción Pasos de equilibrista, es perceptible la gran influencia que un grupo como The Who ha tenido en su música, pues cuando es tocada en directo suele incluir una improvisación de una de las más famosas canciones del grupo inglés: Baba O'Riley.
En Memorias de un espantapájaros encontramos muchas colaboraciones: Danny Griffin (marching band), Miguel Ángel Martínez (sintetizadores), Luis Prado (piano), Miguel Blanco (arreglos de viento), Raúl Gil (trompeta), Antonio López (trompeta), Javi Bruna (saxo tenor), Roberto Pacheco (trombón), Sergio Bienzobas (saxo barítono), Toni Jurado (congas) y Josu García (coros).

## Lista de temas
1. "Pasos de equilibrista" - (3:27)
2. "Amor universal" - (4:37)
3. "Roto por dentro" - (4:15)
4. "Las calles están ardiendo" - (3:15)
5. "Inmigrante" - (5:31)
6. "El viaje" - (4:19)
7. "Balada del desarraigado" - (2:55)
8. "Espantapájaros" - (4:31)
9. "Las palabras que me dijiste" - (3:32)
10. "Corazón de bronce" - (4:25)
11. "Canción de invierno" - (6:29)

## Componentes de M Clan
Para este álbum, la composición del grupo era la siguiente:
- Carlos Tarque: voz, percusiones.
- Ricardo Ruipérez: guitarras.
- Pascual Saura: bajo.
- Juan Antonio Otero: batería.
- Carlos Raya: guitarras.
- Alejandro Climent: Hammond, teclados.

Colaboraciones
Danny Griffin, Miguel Ángel Marín, Luis Prado, Miguel Blanco, Raúl Gil, Antonio López, Javi Bruna, Roberto Pacheco, Sergio Bienzobas, Toni Jurado, Josu García